# Generale ispettore capo
Il grado di generale ispettore capo, corrispettivo generale di squadra aerea, è il massimo grado dell'Aeronautica Militare che è riservato agli ufficiali ai vertici di comando dei vari Comandi Logistici dell'Aeronautica Militare Italiana.

## Descrizione
Il grado ha una codifica NATO OF-8 ed è equivalente a quello di tenente generale dei corpi logistici e dei servizi dell'Esercito italiano, e a quello di ammiraglio ispettore capo dei corpi tecnici e logistici della Marina Militare.

## Distintivo
Il distintivo di grado di generale ispettore capo è identico a quello di generale di squadra aerea dell'Aeronautica Militare ed è costituito da una losanga, da due binari e una greca.